# Magnolia dodecapetala
Espèce
Statut de conservation UICN

 VU B1ab(iii) : Vulnérable
Magnolia dodecapetala est une espèce de plantes à fleurs de la famille des Magnoliacées. C'est un arbre endémique des Petites Antilles.

## Description
C'est un arbre.

## Répartition et habitat
Cette espèce est présente en Dominique, en Guadeloupe, en Martinique, à Saint-Vincent-et-les-Grenadines et à Trinité-et-Tobago. Elle vit dans la forêt tropicale humide de montagne